# Spermatoforo

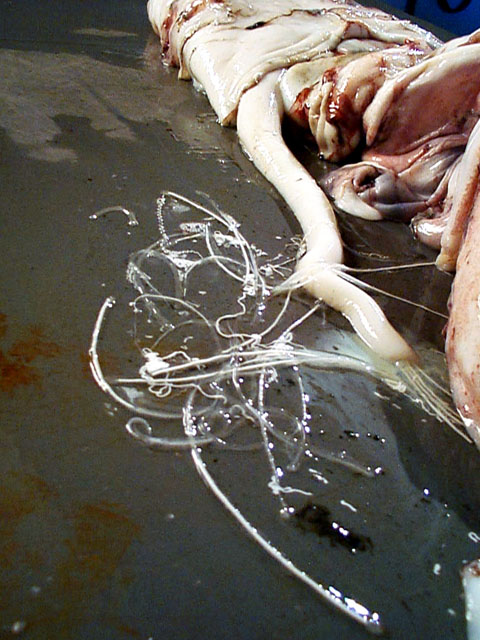
Spermatoforo del calamaro gigante (Architeuthis dux)

Lo spermatoforo è un organulo presente nell'apparato riproduttore di alcune specie di animali costituito da una massa di spermatozoi riuniti insieme, talora racchiusi in una capsula.
Gli spermatofori sono utilizzati durante l'accoppiamento da molte specie di aracnidi, da alcuni insetti (p.es.Tettigoniidae spp) e dalla gran parte dei molluschi gasteropodi.
Tra i vertebrati, i maschi di molte specie di anfibi urodeli sono dotati di spermatofori.